# Doris Davenport
Pour les articles homonymes, voir Davenport.
Doris Davenport, aussi connue sous le nom Doris Jordan, née le 1er janvier 1917 et morte le 18 juin 1980, est une actrice américaine.

## Biographie
Elle naît en 1917 en Illinois, puis déménage avec sa mère en Californie.
Alors qu'elle travaille en tant que modèle, elle rencontre le photographe  V. G. Weaver, Jr. avec qui elle se marie. En 1934 elle rejoint la troupe des Goldwyn Girls et apparait dans plusieurs films produits par Goldwyn. Elle a été auditionnée pour le rôle de Scarlet O'Hara pour le film Autant en emporte le vent.
Elle est connue en particulier pour son rôle dans The Westerner auprès de Gary Cooper en 1940.

## Filmographie

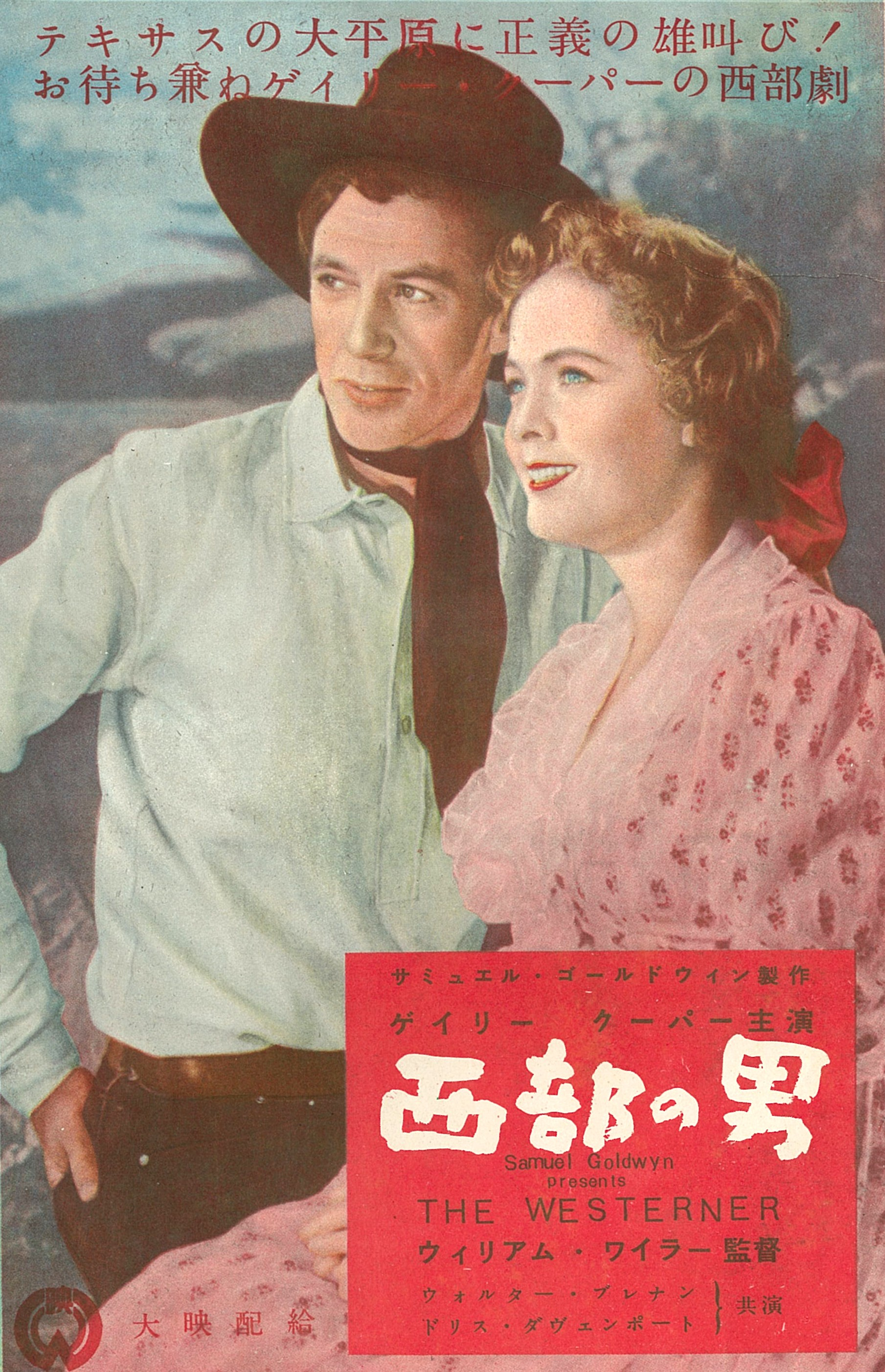
Affiche japonaise pour le film Le Cavalier du désert (The Westerner).

- 1934 : Kid Millions : Nora aka Toots
- 1935 : George White's 1935 Scandals : Chorine (non créditée)
- 1935 : The Girl Friend : Chorus Girl in Play (non créditée)
- 1936 : Born to Dance : Chorus Girl (non créditée)
- 1937 : Le Prince X : Membre du Girls Band (non créditée)
- 1939 : Sorority House : Neva Simpson
- 1940 : Le Cavalier du désert (The Westerner) : Jane Ellen Mathews
- 1940 : Behind the News : Barbara Shaw